# Ayuntamiento de Plasencia
El Ayuntamiento de Plasencia es el órgano encargado del gobierno y administración del municipio español de Plasencia, situado en la provincia de Cáceres, comunidad autónoma de Extremadura.
La corporación municipal es el principal órgano de representación de los ciudadanos de Plasencia. Está formada por el alcalde y 21 concejales.

## Alcaldes
| Periodo   | Nombre                                                     | Partido                                                                    |
| --------- | ---------------------------------------------------------- | -------------------------------------------------------------------------- |
| 1979-1983 | José Luis Mariño                                           | Unión de Centro Democrático (UCD)                                          |
| 1983-1987 | José Luis Mariño                                           | Unión de Placentinos Independientes (UPI)                                  |
| 1987-1991 | José Luis Mariño (hasta 1989) Cándido Cabrera (desde 1989) | Centro Democrático y Social (CDS) Partido Socialista Obrero Español (PSOE) |
| 1991-1995 | Cándido Cabrera                                            | Partido Socialista Obrero Español (PSOE)                                   |
| 1995-1999 | José Luis Díaz Sánchez                                     | Partido Popular (PP)                                                       |
| 1999-2003 | José Luis Díaz Sánchez                                     | Partido Popular (PP)                                                       |
| 2003-2007 | Elía María Blanco Barbero                                  | Partido Socialista Obrero Español (PSOE)                                   |
| 2007-2011 | Elía María Blanco Barbero                                  | Partido Socialista Obrero Español (PSOE)                                   |
| 2011-2015 | Fernando Pizarro García-Polo                               | Partido Popular (PP)                                                       |
| 2015-2019 | Fernando Pizarro García-Polo                               | Partido Popular (PP)                                                       |
| 2019-2023 | Fernando Pizarro García-Polo                               | Partido Popular (PP)                                                       |
| 2023-act. | Fernando Pizarro García-Polo                               | Partido Popular (PP)                                                       |

## Resultados electorales
| Partido político                                                    | 2023  | 2023   | 2023       | 2019  | 2019   | 2019       | 2015  | 2015  | 2015       | 2011                     | 2011                     | 2011                     | 2007                     | 2007                     | 2007                     | 2003  | 2003  | 2003       | 1999  | 1999  | 1999       | 1995      | 1995      | 1995       | 1991  | 1991  | 1991       | 1987  | 1987  | 1987       | 1983  | 1983  | 1983       | 1979  | 1979  | 1979       |
| Partido político                                                    | %     | Votos  | Concejales | %     | Votos  | Concejales | %     | Votos | Concejales | %                        | Votos                    | Concejales               | %                        | Votos                    | Concejales               | %     | Votos | Concejales | %     | Votos | Concejales | %         | Votos     | Concejales | %     | Votos | Concejales | %     | Votos | Concejales | %     | Votos | Concejales | %     | Votos | Concejales |
| Partido Popular (PP)-Alianza Popular (AP)                           | 51,63 | 10 127 | 12         | 50,47 | 10 292 | 12         | 42,15 | 8700  | 11         | 55,21                    | 11 959                   | 13                       | 41,32                    | 8799                     | 10                       | 25,63 | 5460  | 6          | 46,91 | 9116  | 11         | 45,93     | 9228      | 10         | 17,16 | 2799  | 4          | 13,73 | 2259  | 3          | 20,07 | 3209  | 4          | –     | –     | –          |
| Partido Socialista Obrero Español (PSOE)                            | 24,21 | 4749   | 6          | 25,71 | 5242   | 6          | 25,86 | 5337  | 7          | 24,35                    | 5275                     | 6                        | 44,68                    | 9514                     | 10                       | 41,13 | 8764  | 10         | 39,03 | 7584  | 9          | 31,63     | 6355      | 7          | 41,00 | 6689  | 11         | 34,28 | 5639  | 8          | 29,83 | 4770  | 7          | 26,38 | 3515  | 6          |
| Podemos-Izquierda Unida (IU)-Partido Comunista de España (PCE)      | 9,16  | 1798   | 2          | 8,54  | 1742   | 2          | 4,70  | 970   | 0          | 7,76                     | 1680                     | 1                        | 4,73                     | 1007                     | 0                        | 4,43  | 944   | 0          | 4,04  | 786   | 0          | 6,33      | 1271      | 1          | 5,92  | 966   | 1          | 1,58  | 260   | 0          | 3,23  | 517   | 0          | 5,89  | 785   | 1          |
| Vox                                                                 | 6,15  | 1208   | 1          | 2,23  | 456    | 0          | 0,52  | 108   | 0          | —                        | —                        | —                        | —                        | —                        | —                        | –     | –     | –          | –     | –     | –          | –         | –         | –          | –     | –     | –          | –     | –     | –          | –     | –     | –          | –     | –     | –          |
| Ciudadanos (CS)                                                     | 0,64  | 126    | 0          | 5,54  | 1129   | 1          | 6,91  | 1426  | 1          | —                        | —                        | —                        | —                        | —                        | —                        | –     | –     | –          | –     | –     | –          | –         | –         | –          | –     | –     | –          | –     | –     | –          | –     | –     | –          | –     | –     | –          |
| Levanta-Extremadura Unida (EU)                                      | 3,46  | 679    | 0          | –     | –      | –          | –     | –     | –          | Con Partido Popular (PP) | Con Partido Popular (PP) | Con Partido Popular (PP) | Con Partido Popular (PP) | Con Partido Popular (PP) | Con Partido Popular (PP) | 2,74  | 583   | 0          | 1,64  | 319   | 0          | PREx-CREx | PREx-CREx | PREx-CREx  | 2,94  | 479   | 0          | 6,61  | 1088  | 1          | 1,97  | 315   | 0          | –     | –     | –          |
| Plasencia en Común (PeC)                                            | —     | —      | —          | 3,20  | 653    | 0          | 6,54  | 1349  | 1          | —                        | —                        | —                        | —                        | —                        | —                        | –     | –     | –          | –     | –     | –          | –         | –         | –          | –     | –     | –          | –     | –     | –          | –     | –     | –          | –     | –     | –          |
| eXtremeños                                                          | —     | —      | —          | —     | —      | —          | 6,58  | 1359  | 1          | —                        | —                        | —                        | —                        | —                        | —                        | –     | –     | –          | –     | –     | –          | –         | –         | –          | –     | –     | –          | –     | –     | –          | –     | –     | –          | –     | –     | –          |
| Unión del Pueblo Extremeño (UPEX)                                   | —     | —      | —          | —     | —      | —          | —     | —     | —          | 5,83                     | 1262                     | 1                        | 7,21                     | 1536                     | 1                        | –     | –     | –          | –     | –     | –          | –         | –         | –          | –     | –     | –          | –     | –     | –          | –     | –     | –          | –     | –     | –          |
| Coalición Extremeña (PREx-CREx)                                     | –     | –      | –          | –     | –      | –          | –     | –     | –          | –                        | –                        | –                        | –                        | –                        | –                        | 21,77 | 4638  | 5          | 6,10  | 1186  | 1          | 13,49     | 2710      | 3          | 4,11  | 671   | 0          | –     | –     | –          | –     | –     | –          | –     | –     | –          |
| Centro Democrático y Social (CDS)-Unión de Centro Democrático (UCD) | –     | –      | –          | –     | –      | –          | –     | –     | –          | –                        | –                        | –                        | –                        | –                        | –                        | –     | –     | –          | –     | –     | –          | –         | –         | –          | 21,06 | 3436  | 5          | 37,67 | 6196  | 9          | –     | –     | –          | 39,81 | 5304  | 9          |
| Unión de Placentinos Independientes (UPI)                           | –     | –      | –          | –     | –      | –          | –     | –     | –          | –                        | –                        | –                        | –                        | –                        | –                        | –     | –     | –          | –     | –     | –          | –         | –         | –          | –     | –     | –          | –     | –     | –          | 44,89 | 7177  | 10         | –     | –     | –          |
| Agrupación de Electores (AE)                                        | –     | –      | –          | –     | –      | –          | –     | –     | –          | –                        | –                        | –                        | –                        | –                        | –                        | –     | –     | –          | –     | –     | –          | –         | –         | –          | –     | –     | –          | –     | –     | –          | –     | –     | –          | 20,29 | 2703  | 5          |

## Evolución de la deuda viva municipal
El concepto de deuda viva contempla sólo las deudas con cajas y bancos relativas a créditos financieros, valores de renta fija y préstamos o créditos transferidos a terceros, excluyéndose, por tanto, la deuda comercial.
| Gráfica de evolución de la deuda viva del Ayuntamiento entre 2008 y 2023                            |
| |
| Deuda viva del Ayuntamiento de Plasencia, en miles de euros, según datos del Ministerio de Hacienda |